# Xingu (flod)
 For alternative betydninger, se Xingu. (Se også artikler, som begynder med Xingu)
Xingu er navnet på en cirka 2.000 km lang biflod til Amazonfloden. Xingu flyder sammen med Amazonfloden nær dennes munding. På den nederste del af løbet er Xingu sejlbar.
11°56′19″S 53°32′48″V / 11.9385°S 53.5466°V